# 1957 في السودان
فيما يلي قوائم الأحداث التي وقعت خلال عام 1957 في السودان.

## رياضة
- 1 يناير – كأس الأمم الأفريقية 1957 الفائز منتخب مصر لكرة القدم.

## مواليد

### يناير
- 1 يناير – خليل إبراهيم
- 1 يناير – صالح محمود عثمان سياسي سوداني.

## وفيات

### يناير
- 1 يناير – زكي محمد حسن